# Jégkorong az 1998. évi téli olimpiai játékokon
Az 1998. évi téli olimpiai játékokon a jégkorongtornákat Naganóban a The Big Hot és Aqua Wing Arénában rendezték február 7. és 21. között. A férfi tornán 14, a női tornán 6 nemzet csapata vett részt. Ez volt az első olyan olimpia, amikor női jégkorongtornát rendeztek.

## Éremtáblázat
(A rendező ország csapata eltérő háttérszínnel, az egyes számoszlopok legmagasabb értéke, vagy értékei vastagítással kiemelve.)
| Az 1998. évi téli olimpiai játékok éremtáblázata jégkorongban | Az 1998. évi téli olimpiai játékok éremtáblázata jégkorongban | Az 1998. évi téli olimpiai játékok éremtáblázata jégkorongban | Az 1998. évi téli olimpiai játékok éremtáblázata jégkorongban | Az 1998. évi téli olimpiai játékok éremtáblázata jégkorongban | Olimpia  |
| ------------------------------------------------------------- | ------------------------------------------------------------- | ------------------------------------------------------------- | ------------------------------------------------------------- | ------------------------------------------------------------- | -------- |
|                                                               | Ország                                                        | Arany                                                         | Ezüst                                                         | Bronz                                                         | Összesen |
| 1.                                                            | Csehország (CZE)                                              | 1                                                             | 0                                                             | 0                                                             | 1        |
|                                                               | Egyesült Államok (USA)                                        | 1                                                             | 0                                                             | 0                                                             | 1        |
|                                                               |                                                               |                                                               |                                                               |                                                               |          |
| 2.                                                            | Oroszország (RUS)                                             | 0                                                             | 1                                                             | 0                                                             | 1        |
|                                                               | Kanada (CAN)                                                  | 0                                                             | 1                                                             | 0                                                             | 1        |
|                                                               |                                                               |                                                               |                                                               |                                                               |          |
| 3.                                                            | Finnország (FIN)                                              | 0                                                             | 0                                                             | 2                                                             | 2        |
|                                                               |                                                               |                                                               |                                                               |                                                               |          |
| Összesen                                                      | Összesen                                                      | 2                                                             | 2                                                             | 2                                                             | 6        |

## Érmesek

### Férfi torna
| Az 1998. évi téli olimpiai játékok érmesei férfi jégkorongban | Az 1998. évi téli olimpiai játékok érmesei férfi jégkorongban | Az 1998. évi téli olimpiai játékok érmesei férfi jégkorongban | Az 1998. évi téli olimpiai játékok érmesei férfi jégkorongban |
| --- | --- | --- | ------------------------------------------------------------- |
| Arany | Ezüst | Bronz |                                                               |
| Csehország (CZE) | Oroszország (RUS) | Finnország (FIN) |                                                               |
| Josef Beránek Jan Čaloun Roman Čechmánek Jiří Dopita Roman Hamrlík Dominik Hašek Milan Hejduk Milan Hnilička Jaromír Jágr František Kučera Robert Lang David Moravec Pavel Patera Libor Procházka Martin Procházka Robert Reichel Martin Ručínský Vladimír Růžička Jiří Šlégr Richard Šmehlík Jaroslav Špaček Martin Straka Petr Svoboda | Pavel Bure Valerij Bure Mihail Stalenkov Alekszej Guszarov Alekszej Jasin Dmitrij Juskevics Alekszej Zsamnov Alekszej Zsitnyik Valerij Kamenszkij Darjusz Kaszparajtyisz Andrej Kovalenko Igor Kravcsuk Szergej Krivokraszov Borisz Mironov Dmitrij Mironov Alekszej Morozov Szergej Nyemcsinov German Tyitov Andrej Trefilov Oleg Sevcov Szergej Goncsar Szergej Fjodorov Valerij Zelepukin | Teemu Selänne Aki Berg Tuomas Grönman Raimo Helminen Sami Kapanen Saku Koivu Jari Kurri Janne Laukkanen Jere Lehtinen Juha Lind Jyrki Lumme Jarmo Myllys Mika Nieminen Janne Niinimaa Teppo Numminen Ville Peltonen Kimmo Rintanen Ari Sulander Jukka Tammi Esa Tikkanen Kimmo Timonen Antti Törmänen Juha Ylönen |                                                               |

### Női torna
| Az 1998. évi téli olimpiai játékok érmesei női jégkorongban | Az 1998. évi téli olimpiai játékok érmesei női jégkorongban | Az 1998. évi téli olimpiai játékok érmesei női jégkorongban | Az 1998. évi téli olimpiai játékok érmesei női jégkorongban |
| --- | --- | --- | ----------------------------------------------------------- |
| Arany | Ezüst | Bronz |                                                             |
| Egyesült Államok (USA) | Kanada (CAN) | Finnország (FIN) |                                                             |
| Chris Bailey Laurie Baker Alana Blahoski Lisa Brown-Miller Karyn Bye Colleen Coyne Sara Decosta Tricia Dunn Cammi Granato Katie King Shelley Looney Sue Merz Allison Mleczko Tara Mounsey Vicki Movsessian Angela Ruggiero Jenny Potter Jen Schmidgall Sarah Tueting Gretchen Ulion Sandra Whyte | Jennifer Botterill Thérèse Brisson Cassie Campbell Judy Diduck Nancy Drolet Lori Dupuis Danielle Goyette Geraldine Heaney Jayna Hefford Becky Kellar Katheryn Mccormack Karen Nystrom Lesley Reddon Manon Rhéaume France St-Louis Laura Schuler Fiona Smith Vicky Sunohara Hayley Wickenheiser Stacy Wilson | Sari Fisk Kirsi Hänninen Satu Huotari Marianne Ihalainen Johanna Ikonen Sari Krooks Emma Laaksonen Sanna Lankosaari Katja Lehto Marika Lehtimäki Riikka Nieminen Marja-Helena Pälvilä Tuula Puputti Karoliina Rantamäki Tiia Reima Katja Riipi Päivi Salo Maria Selin Liisa-Maria Sneck Petra Vaarakallio |                                                             |